# Криуша (приток Матыры)
Криуша — река, левый приток Матыры, протекает по территории Тамбовского и Петровского районов Тамбовской области в России. Длина реки — 9 км. Падение — 16 м. Уклон — 1,78 м/км.

## Описание
Криуша является первым постоянным притоком верховья Матыры. Начинается на высоте 150 м над уровнем моря, вытекая из балочного пруда около одноимённой деревни. До села Красноселье течёт на северо-запад, потом — на запад. Между Корцево и Красносельем принимает справа две балки. Около посёлка Новый путь напротив деревни Богушёвка впадает в Матыру на высоте 134 м над уровнем моря. Верхнее и среднее течение, а также его притоки зарегулированы прудами, как следствие, низовье весьма маловодно и в межень сток в Матыру практически отсутствует. Криуша имеет характерную для многих небольших по длине рек центральных районов плоскоместья Окско-Донской равнины неоформившуюся речную долину ложбинообразной формы с плоским сырым днищем лишь слегка возвышающимся над меженным руслом.